# Rondane nationalpark
Rondane nationalpark är en norsk nationalpark i högfjällsområdet Rondane mellan Gudbrandsdalen och Atndalen i Hedmark fylke och Oppland fylke. Den inrättades 1962 som Norges första nationalpark.
Parken utvidgades den 24 oktober 2003 och täcker en yta på 963 km² i Dovre, Sels, Nord-Frons, Sør-Frons och Ringebu kommuner i Oppland fylke samt Folldals och Stor-Elvdals kommuner i Hedmark fylke.

## Geografi, landskap och geologi
Rondane tillhör det transskandinaviska bältet med bergarter från prekambrium.

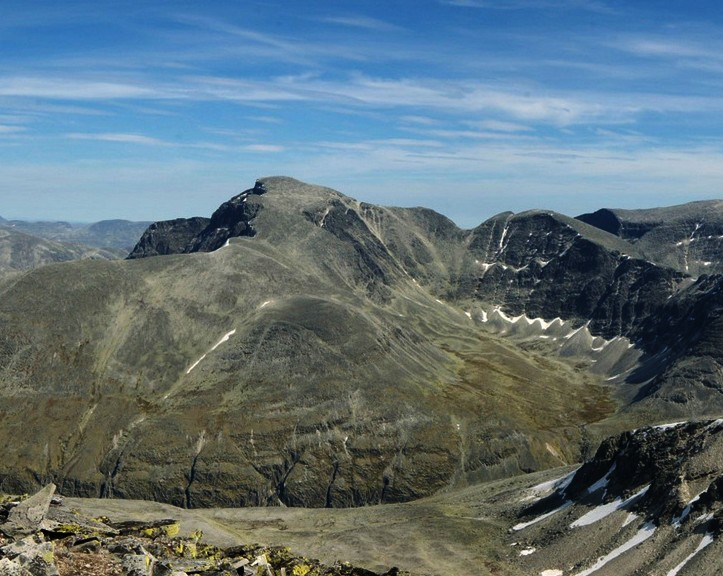
Rondeslottet

Det finns tio bergstoppar i Rondane som är över 2 000 meter:
- Rondeslottet 2 178 m ö.h.
- Storronden 2 142 m ö.h.
- Høgronden 2 115 m ö.h.
- Midtronden Vest 2 060 m ö.h.
- Vinjeronden 2 044 m ö.h.
- Midtronden Øst 2 024 m ö.h.
- Trolltinden 2 018 m ö.h.
- Storsmeden 2 016 m ö.h.
- Digerronden 2 016 m ö.h.
- Veslesmeden 2 015 m ö.h.

## Flora och fauna
Nationalparken är särskilt viktig som boplats för en av Norges sista stammar av vildren och omfattar ett varierat fjällområde med frodiga dalar och mäktiga fjälltoppar. Berggrunden är karg och har en fattig vegetation som domineras av lav och ljungväxter.

## Kulturminnen
Området har talrika spår av gammal fångstkultur.